# Дукелька
Дукелька (пол. Dukiełka, Dukielka) — річка в Польщі, у Кросненському повіті Підкарпатського воєводства на Лемківщині. Ліва притока Ясьолки, (басейн Балтійського моря).

## Опис
Довжина річки приблизно 6,26 км, найкоротша відстань між витоком і гирлом — 4,10 км, коефіцієнт звивистості річки — 1,5 . Формується безіменними струмками та частково каналізована. Річка тече у східній частині Низьких Бескидів.

## Розташування
Бере початок на північно-східній стороні від села Хирова. Тече переважно на північний схід через Теодорівка, Наділля і у місті Дукля впадає у річку Ясьолку, праву притоку Вислоки.

## Цікавий факт
- У місті Дукла річку перетинає автошлях  19[2].

## Галерея

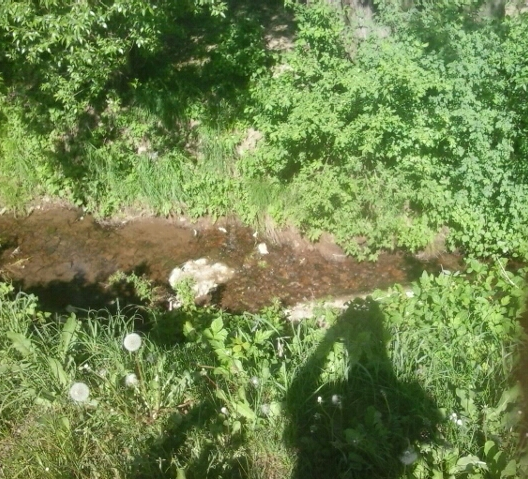
Дукелька в Теодорівці
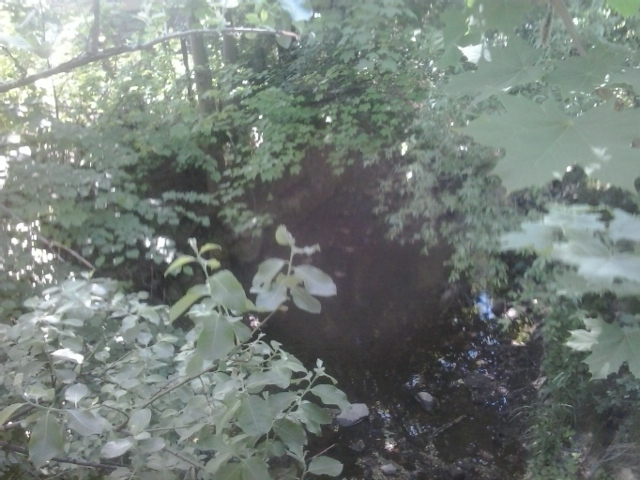
Дукелька видно з моста на вул. Парковій
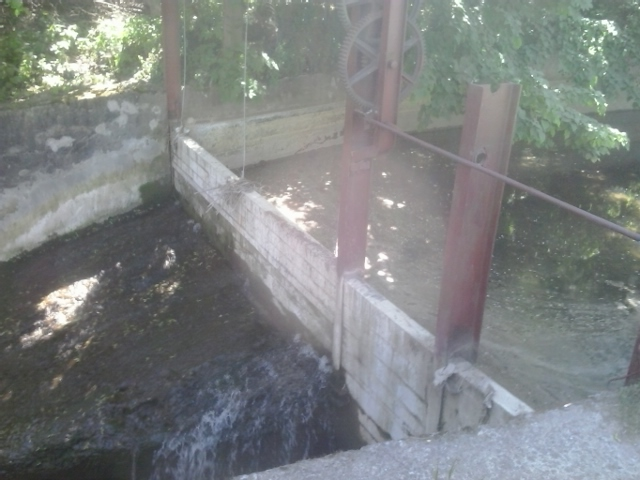
Гребля на Дукельці
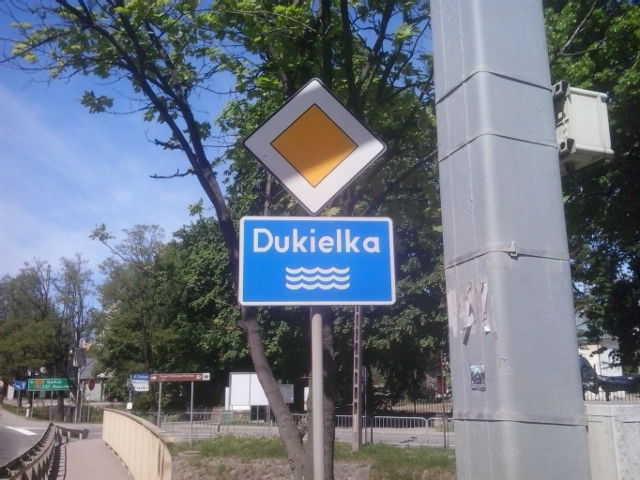
Знак з надписом «Дукелька»